# Laetiporus sulphureus
Laetiporus sulphureus là một loài Basidiomycetes trong họ Polyporaceae. Loài này được Bull. Murri miêu tả khoa học đầu tiên năm 1920.. Đây là loài gây hại phát triển phổ biến ở Uzbekistan.